# Allopauropus zaianus
Allopauropus zaianus är en mångfotingart som beskrevs av Paul Auguste Remy 1952. Allopauropus zaianus ingår i släktet småfåfotingar, och familjen fåfotingar. Inga underarter finns listade i Catalogue of Life.